# Vjesnik
Vjesnik (В'єснік, «Вісник») — хорватська щоденна ранкова газета, у 1940—90 роках — офіційний друкований орган Комуністичної партії Хорватії, з 1990 року — під контролем Хорватської демократичної співдружності.

## З історії газети
Перше число газети «Політичний вісник» (хорв. Politički vjesnik) вийшов у Загребі 24 червня 1940 року. Під час його підготовки була допущена орфографічна помилка у назві: «vijesnik» замість «vjesnik». У другому номері помилка була виправлена. На початку 1941 року періодичне видання перейменували у «Вісник трудового народу» (хорв. Vjesnik radnog naroda).
З літа 1941 року, після окупації нацистською Німеччиною Хорватії, і створення на її території маріонеткової держави, тепер уже «Вісник Хорватського єдиного народно-визвольного фронту» (хорв. Vjesnik Hrvatske jedinstvene nacionalno-oslobodilačke fronte) став головним джерелом інформації про дії партизанів. Випуск за серпень 1941 року починався заголовком «Смерть фашизму — свободу народу!» (хорв. Smrt fašizmu - sloboda narodu!), який згодом став офіційним гаслом усього партизанського руху, також часто використовувався у повоєнній Югославії.
Восени 1941 року редакцію газети влаштували у звільненому Кордуні, в 1942-му переїхала під Дрежницю, а з 1943 року — в Капелу. Відтоді «Вісник» починає виходити щотижня. У січні 1945 року редакція ще раз переїздить — цього разу до Спліта.
11 травня 1945 року в Загребі вийшов номер тепер уже щоденного «Вісника». Під такою назвою газета видається і тепер. Тоді ж, у травні 1945-го, вперше виникла необхідність призначити головного редактора періодичного видання. Ним став Шериф Шехович.

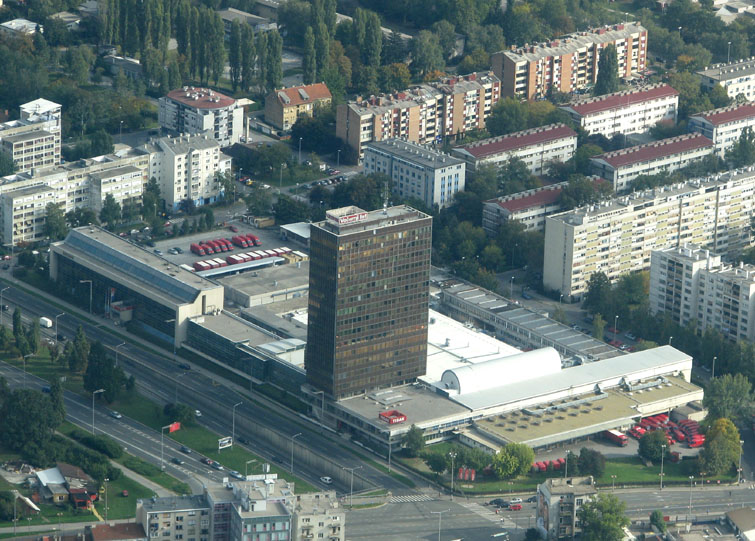
Редакційний комплекс газети у Загребі

У шістдесяті роки редакція «Вісника» стала випускати дайджест за тиждень «Вісник у середу» (хорв. Vjesnik u srijedu). Тоді ж почав видаватися журнал для чоловіків «Старт» (хорв. Start), взірцем для якого послужив «Playboy». В сімдесяті роки тираж «Вісника» сягав до 100 000 примірників.
На початку дев'яностих, після проголошення Хорватією незалежності від СФРЮ, «Вісник» перейшов під контроль нової правлячої партії — Хорватської демократичної співдружності. У намаганнях дистанціюватися від комуністичного минулого газети, до її назви 1992 року було додано слово «Новий» (хорв. Novi). Назва, проте, не стала популярною в постійних читачів, і тому того року «Новий Вісник» був знову перейменований у просто «Вісник».
В останнє десятиліття (2000-ні) спостерігалось різке скорочення тиражу газети: зі 100 000 у семидесятих він упав до 21 348 у 1997 році та до 9 600 у 2005 році.

## Джерело та посилання
- Офіційна вебсторінка газети [Архівовано 15 квітня 2012 у Wayback Machine.] (хор.)